# Agrón (Granada)
Agrón es una localidad y municipio español situado en la parte oriental de la comarca de Alhama, en la provincia de Granada, comunidad autónoma de Andalucía. Limita con los municipios de Ventas de Huelma, Escúzar, Alhendín, Jayena, Arenas del Rey y Cacín. Otras localidades cercanas son Pantano de los Bermejales y Ácula.

## Historia
Su topónimo, de reminiscencias latinas —"Agrum", que significa «campo»—, hace referencia a una actividad agrícola que ha sido medio de vida de sus habitantes a lo largo de la historia. El municipio, en cuanto al desarrollo de los acontecimientos históricos, ha estado muy ligado, como todos los de esta zona de El Temple, a Alhama de Granada y, como ella, ha visto pasar los tiempos del Imperio romano, el largo dominio musulmán, la posterior cristianización tras las guerra de Granada y, ya en el siglo XIX, la presencia en sus tierras de las tropas napoleónicas durante la guerra de la Independencia.
En la actualidad, los duques de Wellington poseen en Agrón una gran finca denominada Fatimbullar.

## Geografía

### Situación
| Noroeste: Cacín y Ventas de Huelma | Norte: Ventas de Huelma y Escúzar | Noreste: Escúzar |
| Oeste: Cacín y Arenas del Rey      | Puntos cardinales                 | Este: Alhendín   |
| Suroeste: Arenas del Rey           | Sur: Arenas del Rey y Jayena      | Sureste: Jayena  |

## Demografía
Agrón cuenta con una población de 244 habitantes (INE 2024).
| Gráfica de evolución demográfica de Agrón entre 1857 y 2021 |
| |
| Población de derecho según los censos de población del INE Población de hecho según los censos de población del INEEn 1857 aparece este municipio porque se segrega del municipio Ventas de Huelma |

Tras la mecanización del mundo agrícola, Agrón cayó una profunda crisis, decreciendo su población de manera continuada desde 1960 cuando fue masiva la emigración a otras partes del país —principalmente a Cataluña— y a Alemania.

## Economía

### Evolución de la deuda viva municipal
| Gráfica de evolución de deuda viva del Ayuntamiento de Agrón entre 2008 y 2019                                |
| |
| Deuda viva del Ayuntamiento de Agrón en miles de euros según datos del Ministerio de Hacienda y Ad. Públicas. |

## Administración y política
Los resultados en Agrón de las últimas elecciones municipales, celebradas en mayo de 2019, son:
| Elecciones Municipales - Agrón (2019) | Elecciones Municipales - Agrón (2019)    | Elecciones Municipales - Agrón (2019) | Elecciones Municipales - Agrón (2019) | Elecciones Municipales - Agrón (2019) |
| Partido político                      | Partido político                         | Votos                                 | Votos                                 | Concejales                            |
| ------------------------------------- | ---------------------------------------- | ------------------------------------- | ------------------------------------- | ------------------------------------- |
|                                       | Partido Socialista Obrero Español (PSOE) | 114                                   | 71,70 %                               | 5                                     |
|                                       | Partido Popular (PP)                     | 45                                    | 28,30 %                               | 2                                     |

## Comunicaciones

### Carreteras
La única vía de comunicación que transcurre por el municipio es:
| Identificador | Denominación        | Itinerario                  |
| ------------- | ------------------- | --------------------------- |
| A-338         | Carretera de Alhama | Armilla - Alhama de Granada |

## Cultura

### Fiestas
Sus fiestas populares se celebran cada año el fin de semana anterior al 15 de agosto en honor a la patrona de la localidad, la Inmaculada Concepción.
También es típico de Agrón, como en buena parte de la provincia de Granada, celebrar el 25 de abril el día de San Marcos, donde se junta la gente por la tarde para degustar los populares hornazos —bollos de aceite en cuyo interior se coloca un huevo cocido— acompañados de habas verdes.